# Das Schweigen der Sirenen
Das Schweigen der Sirenen ist ein Prosastück von Franz Kafka, entstanden 1917. Die Erstveröffentlichung erfolgte 1931. Es ist eine ironische Demontage eines Bildungs-Mythos, nämlich des Zwölften Gesanges aus der Odyssee von Homer.

## Kafkas Prätext
In Homers Version des Sirenen-Mythos wird unter anderem davon berichtet, wie sich Odysseus und seine Männer vor der Verlockung der Sirenen schützen, indem den Männern Wachs in die Ohren gestopft wird und Odysseus, der den Sirenengesang hören möchte, am Mast angekettet wird.
Bei Kafka erprobt Odysseus beide Schutzmittel an sich selbst, Mitstreiter gibt es hier nicht. Außerdem wird das Schweigen der Sirenen als neues entscheidendes Moment eingebracht. Der ursprünglich titellose Text entstand 1917 und wurde von Max Brod aus dem Nachlass ediert und mit „Das Schweigen der Sirenen“ betitelt.

## Inhalt
Der Einleitungssatz lautet: „Beweis dessen, daß auch unzulängliche, ja kindische Mittel zur Rettung dienen können.“
Die Mittel des Ohrenverstopfens und des Festbindens, die Odysseus wählt, werden vom anonymen Erzähler als völlig unwirksam bewertet. Jedoch daran dachte Odysseus nicht und er fuhr mit unschuldiger Freude über seine Mittelchen den Sirenen entgegen.
Die noch schrecklichere Waffe als der Gesang ist aber das Schweigen der Sirenen und tatsächlich schwiegen sie, als Odysseus kam. Er nun dachte an seine Mittel Wachs und Ketten und wähnte sich durch sie vor dem Gesang geschützt. Er passierte die Gewässer der Sirenen unbeschadet und frei. Das dabei entstehende „Gefühl, aus eigener Kraft sie besiegt zu haben“, hat jedoch noch weit schlimmere Folgen als die Vernichtung; es führt zur „alles fortreißenden Überhebung“, der nichts Irdisches widerstehen könne. Umgekehrt wird Odysseus aber auch für die Sirenen selbst zum Objekt der Verlockung, wiewohl sie ihm gegenüber das Schweigen als eine noch weit furchtbarere Waffe als das Singen einsetzen.
Ein überlieferter Anhang zu der Geschichte sagt, dass Odysseus sehr wohl bemerkte, dass die Sirenen schwiegen, dies aber mit List verbergen konnte.

## Textanalyse
Der Erzähler sieht mit einer gewissen Skepsis und Herablassung auf Odysseus; nach seiner Einschätzung benutzt dieser „kindische“ Mittelchen, um sich vor der Macht der Sirenen zu retten. Odysseus aber zeichnet eine besondere Selbstgewissheit aus. Er glaubt an seine Mittel und lässt sich nicht verunsichern vom Hörensagen des Schreckens, vielmehr zeigt sich „der Anblick der Glückseligkeit“ in seinem Gesicht. Er ist der naive Held, der die Gefahr, die ihm droht, gelassen ignoriert.
Aber im Gegensatz zur Vorstellung von Odysseus, dem Listenreichen, ist Kafkas Odysseus ein Tölpel. Die schlimme Waffe des Sirenenschweigens deutet er um in sein spezielles Behütetsein aufgrund seiner „Mittelchen“. So entfernt er sich räumlich und innerlich ganz von den Sirenen, den ursprünglichen Objekten seiner Begierde. Und so wendet sich die Richtung des Verlangens. Die Sirenen sind nun diejenigen, die „nur noch den Abglanz vom großen Augenpaar des Odysseus“ erhaschen wollen. Also ist der Beweis entsprechend dem Eingangssatz erbracht: die Mittelchen haben gerettet.
Der überlieferte Anhang sagt aber, dass Odysseus so listenreich war, dass „selbst die Schicksalsgöttin nicht in sein Innerstes dringen konnte“ und dass er den „obigen Scheinvorgang nur gewissermaßen als Schild den Göttern entgegengehalten“ hat. Dies wäre nun allerdings tatsächlich ein Vorgehen nach der Art des Odysseus, wie man ihn kennt, und sicher kein kindisches Mittel, sondern eine raffinierte Inszenierung und Täuschung.

## Biografische Bezüge
Mit der Wahl des Odysseus und ebendieser Variante begibt sich Kafka auf ein von ihm selten begangenes Terrain, indem er von einem erfolgreichen Protagonisten erzählt. Dieser Protagonist ist scheinbar in naiver Weise selbstbewusst, er zweifelt und zaudert nicht, sondern glaubt an sich. Bei der zweiten denkbaren Variante mit der Täuschung steht er natürlich ganz unangefochten und übermenschlich da. Diese Sieghaftigkeit ist nicht die Gedankenwelt, in der Kafka selbst und seine Figuren normalerweise beheimatet sind.
Der verführerische Gesang der weiblichen Kreaturen, die das unwiderstehlich Andere darstellen, kann gedeutet werden als die Gefährdung für Kafka und sein Schreiben durch die Frau an sich.

## Rezeption
Reiner Stach (Kafka. Die frühen Jahre, S. 146): „Das Schweigen der Sirenen, Poseidon, Prometheus, Der neue Advokat: In keinem dieser parabelartigen Stücke zeigt Kafka ein ideengeschichtliches Interesse an seinen Figuren, vielmehr nutzt er die Prominenz ihrer Namen um sie mit größtmöglicher Wirkung dem Neonlicht der Moderne auszusetzen.“

## Textausgaben
- Paul Raabe (Hrsg.): Franz Kafka. Sämtliche Erzählungen. Fischer TB 1078, Frankfurt am Main 1977, ISBN 3-596-21078-X.
- Roger Hermes (Hrsg.): Franz Kafka. Erzählungen und andere ausgewählte Prosa. Originalfassung. Fischer TB 13270, Frankfurt am Main 1997, ISBN 3-596-13270-3.

## Audiobook
- Franz Kafka: Das Schweigen der Sirenen.  Erzählungen und Betrachtungen. Gelesen von Gert Westphal, Audio-CD, Litraton, Hamburg 1993, ISBN 3-8946-9873-X.

## Sekundärliteratur
- Peter-André Alt: Franz Kafka: Der ewige Sohn. Eine Biographie. C.H. Beck, München 2005, ISBN 3-406-53441-4.
- Reiner Stach: Kafka: Die Jahre der Erkenntnis. S. Fischer, Frankfurt am Main 2008, ISBN 978-3-10-075119-5.
- Reiner Stach: Kafka: Die frühen Jahre. S. Fischer, Frankfurt am Main 2014, ISBN 978-3-10-075130-0.
- Hans Dieter Zimmermann: Kafka für Fortgeschrittene. C.H. Beck, München 2004, ISBN 3-406-51083-3.
- Bettina von Jagow, Oliver Jahraus (Hrsg.): Kafka-Handbuch. Leben–Werk–Wirkung. Vandenhoeck & Ruprecht, Göttingen 2008, ISBN 978-3-525-20852-6.